# 투니버스
투니버스(Tooniverse)는 1995년 12월 1일에 대한민국 과학기술정보통신부에서 허가받고 개국한 CJ ENM 미디어콘텐츠부문에서 운영하고 있는 어린이와 청소년, 성인들을 대상으로 하는 채널이다.
채널명으로 사용되는 '투니버스'의 어원은 만화를 뜻하는 영어 단어 카툰(Cartoon)과 우주를 뜻하는 영어 단어 유니버스(Universe)를 합쳐 만든 것이다. 주 시청 연령대는 어린이 및 청소년 등 저연령층에 특화되어 있다.
1994년 12월 22일(구) ㈜오리온의 계열사로  (구)'㈜오리온카툰네트워크'설립되었고 오리온그룹 소속이었다. 1995년 12월 1일(30주년)예정중 방송 채널 '투니버스'를 개국하였으며, 1997년 3월 상호명을 (구)'㈜투니버스'로 변경하였다. 2000년 6월 15일(24주년)에 (구) ㈜오리온카툰네트워크를 모태로 하여 (구) 온미디어가 설립되었다. 2004년 4월 1일 (구) ㈜투니버스는 (구) ㈜온미디어와 합병되면서 ㈜오리온은 (구) ㈜투니버스를 계열사에서 제외하였다. 합병 이후 2011년 2월 28일까지 방송 채널 투니버스는 (구) ㈜온미디어가 운영하였다.
2009년 12월 24일, 광고 수익성 악화 등 경영상 문제로 오리온그룹에서 온미디어 계열과 베니건스, 오리온음료, 오리온레포츠, 바이더웨이, 메가박스와 함께 계열분리 한 이후, 2009년부터 CJ그룹과 인수 합병하여, 현재까지 CJ ENM에서 운영되고 있다.
현재는 대한민국의 모든 케이블 TV를 통해 시청할 수 있고, KT의 지니TV를 비롯한, SK브로드밴드의 Btv 등 통신 3사 IPTV 서비스와 디지털 위성방송(KT스카이라이프)을 통해서도 시청할 수 있다. 중대한 사건사고 등 국가적인 변고가 발생할 경우, 정규 편성 애니메이션 프로그램을 일시적으로 결방하는 대신, 극장용 애니메이션으로 대체 편성하는 경우가 있다.

## 채널 이름 로고 변천사

### 채널 이름
- 1995년 12월 1일 ~ 현재 투니버스

### 역대 로고

2000년~2007년
2012년~2015년
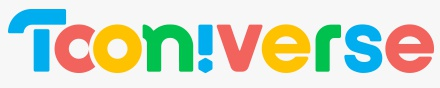
2015년~2019년
2019년~현재

### 슬로건
과거
- 만화영화는, 더 이상 아이들의 전유물이 아니다! (1995 ~ 2002)
- Cartoon Life (1995 ~ 2002)
- 오직 투니버스에서만! (1995 ~ 1998)
- Cartoon Always! (1998 ~ 1999)
- 언제나 함께해요 투니버스 (1999 ~ 2006)
- 온통 투니버스 세상 (1999 ~ 2008)
- 재밌는 건 투니버스뿐 (2002 ~ 2005)
- 4시엔 투니버스 (2005 ~ 2008)
- 신나게 놀자 투니버스 (2008 ~ 2011)
- 통하는 사이 투니버스 (2011 ~ 2012)
- Surprise! (2012 ~ 2013)
- 통하는 사이, 투니버스 (2013)
- Kids No.1 (2013 ~ 2019)

현재
- 우리들의 투니버스 (2019 ~ )
- 오직 투니버스에서만! (2020 ~ )
- 놀자!착하게! (2020 ~ )

## 역사

### 개국
1995년 12월 1일 케이블 방송 출범과 함께 정식 개국하였다. 만화 애니메이션 전문채널로서 그 동안 지상파 3사(KBS·MBC·SBS)에서 방영하였던 애니메이션과는 달리, 비지상파 채널의 성격상, 애니메이션 등 특정 분야만을 방송해왔던 점에서 당대에 세간의 주목을 받아왔다. 
종전의 KBS와 MBC 등 지상파 채널에서 방송하였던 애니메이션은 방송법 규정 및 시간에 따라 주로 어린이들의 시청 시간대인 평일 오후 5시 ~ 7시까지 방영하였고 주말은 아침 시간대와 낮 시간대에 방영했기 때문에 그 이후 시간이나 심야 시간대에 방송했던 케이스가 없었다. 이는 애니메이션은 어린이들만이 시청할 수 있는 분야라는 사회적인 인식과도 관련이 있는데, 키즈 타임이라 불리었던 오후 7시 이전까지는 만화 방송이 가능하였지만, 오후 7시 이후에는 가족 프로그램 및 음악 프로그램이 방송되고 그 이후에는 뉴스와 드라마, 연예오락 등의 어른들이 시청할 수 있는 시간대로 설정되었기 때문이었다.
이러한 고정사례는 투니버스가 24시간 만화 애니메이션 전문을 통해서 방송을 해주었던 것을 계기로 전환되었는데 오후 7시 이후에 만화 애니메이션 방송을 할 수 없었던 지상파 채널 애니메이션에 대한 고정이 짙은 세간의 주목과 우려를 낳았다. 일각에선 저녁이나 밤 시간대에도 TV에서 만화 애니메이션을 볼 수 있다는 기대감과 동시에 학부모들을 기준으로 아이들 교육정서에 부정적인 영향을 미치지 않느냐는 지적이 일고 있었다. 이와 더불어 수입 애니메이션 중 상당수가 일본색이 난무하는 작품이 많아 학부모들의 주의 환기가 요구되는 채널로 인식되기도 했다.
또한, 당시 지상파의 영향력이 강하여서 케이블 채널(비지상파 채널)에 대한 인지도가 워낙 낮은 시절이라 투니버스 역시 그 당시 인지도에선 현저히 저조하였던 편이었다. 게다가 지상파와는 다르게 종합유선방송사업자(SO)에 별도로 신청해서 시청할 수 있다는 당시의 생소한 방식 때문에, 일부 가정에서는 아예 케이블 채널 자체를 설치하지 않아서 투니버스를 직접 볼 수 없는 세대들도 있었다.
1999년 11월에 카툰 네트워크의 인기 작품 (톰과 제리, 루니 툰 등)을 아침과 오후 총 4시간 동안 블럭 편성하였다. 이와 함께 스타크래프트 리그 및 대회 중계전이나 게임 관련 정보 프로그램을 편성하기도 했다.

### 2000년대
2000년 1월 3일부터 하루 24시간 방송을 개시하였으며, 시청률 증가 추세에 이르렀는데 산간 및 도서지역 등 지상파 TV시청이 곤란한 환경의 난시청 해소를 위한 위성방송 서비스 확대로, KT의 메가TV를 비롯한, 하나로텔레콤의 하나TV 등 선후발업체의 IPTV 서비스의 가입자 수가 포화 상태에 이르면서, 채널 선택권이 어느정도 보장되었기 때문이다. 
2002년 3월 1일에 정식 서비스가 상용화된 디지털 위성방송 서비스인 스카이라이프의 656번 채널에서 송출을 시작하여 스카이라이프 채널 중 시청률 1위를 기록하여 타채널들을 압도할 정도로 큰 인기를 끌었으나, 그 해 11월에 온미디어(현 CJ ENM)측이 일방적으로 재계약을 거부하여 다음해인 2003년 1월 1일부터 2011년 8월 31일까지는 케이블TV를 통해 단독으로 시청할 수 있었다. 이는, 당시 대형 케이블TV 사업자들이 주도권으로 독점적인 로비를 하였기 때문이었다.
2000년대 초중반 이후에는 퀴니에 이어 애니원, 챔프TV, 애니박스 채널이 신설되었으며, 이러한 추세를 타고 케이블 TV 채널 시청 점유율 1위를 차지하였으나, 이후로는 MBC 드라마넷, SBS 드라마플러스, KBS 드라마 등 지상파의 케이블 채널, 그리고 같은 자사채널 tvN에 밀려 떨어지기 시작하였다.
시청률 조사기관 닐슨 코리아의 조사 결과, 수도권과 부산경남권, 대구경북권 등 대도시 지역의 어린이 프로그램 시청 시간 행태 변화에서 2000년대 초반 이후에 어린이 프로그램의 시청 시간이 절반 가량 계속 줄어들어, 주 시청자인 어린이와 청소년들의 생활 패턴이 급격히 바뀐 것이 가장 큰 이유라는 분석이다. 대다수의 어린이와 청소년들이 평일 저녁 시간대에 방과후 학원이나 과외 활동 등으로 TV를 볼 시간이 없다는 것인데, 멀티미디어 컴퓨터가 많이 보급되어 인터넷 사용이 일상화 되면서, 어린이와 청소년들의 관심을 돌릴 수 있는 다양한 매체가 봇물처럼 등장한 점이 TV 시청 시간이 감소된 주요 원인으로 분석되었다.
그 동안 경영난 악화로 유료 방송 시장에서 광고 수익이 급감함에 따라, 방송 및 통신이 융합된 환경 속에서, 수신료 수익의 증대와 방송 시장 다변화의 일환으로, IPTV 상용화를 위한 인터넷 멀티미디어 방송사업법이 국회를 통과하여, 2008년 말 IPTV 선두 업체인 KT를 시작으로, 2009년 상반기에 후발 업체인 SK브로드밴드, LG데이콤 등 통신 3사 IPTV 사업자와 협의 후, 송출을 개시하였다. 
2008년 4월부터 게임업체 구름 인터랙티브와 손을 잡고 《개구리 중사 케로로》를 소재로 한 《케로로 파이터》, 《케로로 팡팡》. 《케로로 레이싱》 등을 공동 개발해 게임 산업에도 뛰어들었으며, 투니버스 방영 작품들 가운데 일부에 한해 무료로 VOD 서비스를 실시하였다.
2009년 CJ그룹으로 인수 합병 이후, 애니메이션 채널에서 어린이 채널로 방송 장르를 변경하였으며, 동년 9월 1일부터 위성방송 가입자들의 계속적인 요구에 따라, 디지털 위성방송 서비스인 KT스카이라이프(당시 한국디지털위성방송)를 통해서, 2011년 하반기에 HDTV 채널로 송출을 개시하였다.

### 2010년대
2010년 오전 시간대의 유아프로그램 편성 코너였던 '크레용하우스'를 '리틀투니'로 대체 변경하였다.
2012년 8월 15일에 로고 및 슬로건을 변경하였으며, 스카이라이프 HDTV 채널 개국 이후 3년 4개월 만인 2013년 1월 11일에 HDTV 방송을 전면적으로 개시하였다.
2013년 4월 디즈니코리아의 마블 TV 애니메이션 시리즈 프로그램 독점 계약을 해왔다. 2013년 7월 26일에는 키자니아 서울 내에 '성우 스튜디오' 체험관을 개장하였고, 2014년 7월에는 롯데월드 내에 투니버스 스토어가 오픈되었다.
2017년 12월 28일에는 투니버스 홈페이지를 티빙으로 오픈하였으며, 2018년 4월 2일에는 투니게임 홈페이지가 종료되었다.

### 2020년대
2021년 9월 6일, 오전시간대 유아프로그램 편성 코너인 '리틀투니'를 '투니스쿨'로 대체 변경하였다.
2022년 7월 15일 미국 니켈로디언의 프로그램 방영권(네모바지 스폰지밥, 퍼피 구조대, 티미의 못말리는 수호천사, 닌자거북이) 독점 계약을 체결하였다. 그해 8월 1일부터 니켈로디언 타임 블록을 방영하기 시작하였다.
2022년 9월 23일부터 주술회전을 시작으로 다시 '투니틴'이라는 청소년 이상 애니 블록 시간대를 추가하여 매주 금, 토요일 밤 10시부터 고연령층 애니를 방영한다.

## 투니초이스
투니초이스는 투니버스에서 한 해 동안 방송한 신작 애니메이션 가운데 시청자들로부터 가장 사랑받은 작품을 뽑았던 행사이다. 이 행사는 2004년부터 시작하여 2012년까지 이어졌으며 한 사람이 하루 동안 4번까지 투표할 수 있었다. 투니초이스는 본선 → 결선의 순서로 진행되며 시청자들이 직접 뽑는다. 투니초이스 수상작 발표는 밤 10시부터 12시까지 약 2시간 동안 진행되며 가끔씩 연예인들이 참석하기도 한다. 
2004년에 《이누야샤》가 첫 번째 수상작으로 발표되었으며, 2009년, 2010년, 2012년 《명탐정 코난》이 투니초이스 최초로 3회 연속 수상작이 되었다.

### 투니초이스 수상 작품
| 연도   | 제목                 |
| ------ | -------------------- |
| 2004년 | 이누야샤             |
| 2005년 | 나루토               |
| 2006년 | 개구리 중사 케로로   |
| 2007년 | 오란고교 사교클럽    |
| 2008년 | 가정교사 히트맨 리본 |
| 2009년 | 명탐정 코난          |
| 2010년 | 명탐정 코난          |
| 2012년 | 명탐정 코난          |
| 2011년 | 막이래쇼             |

## 방영/종영 작품

### 현재 방영중인 작품
- Yes! 프리큐어5 HD 리마스터링 더빙판
- 아이 엠 스타! HD 리마스터링 더빙판
- 신비아파트 고스트볼 ZERO
- 네모바지 스폰지밥
- 바쿠간 아머드 얼라이언스
- 포켓몬스터W
- 다이노 파워즈
- 엉덩이 탐정
- 레이튼 미스터리 탐정사무소 ~카트리에일의 수수께끼 풀이 파일~
- 말랑요정 치치
- 사이드킥
- 넥소 나이츠
- 흔한남매의 안흔한일기2
- 밍꼬발랄 프렌즈2
- 12살.
- 잠뜰TV 레벨 업!
- Go! Go! 고마짱
- 바나냐
- 너티너츠
- 달콤달콤 & 짜릿짜릿
- 다이노코어
- 카드캡터 체리: 클리어 카드 편
- 키리노와 오오카미
- 유레카! 발명왕 키트
- 판파카판츠(더빙 명칭은 '빰바라빤쮸')
- 쇼콜라의 마법 (쥬니어 네이버TV만화에 만화동영상)
- 명탐정 코난 1기~18기
- 매일엄마
- 아따맘마
- 리틀빅 히어로
- 엘리엇 키드
- 어밴져스 어셈블
- 꼬마신랑 쿵도령
- 꼬마어사 쿵도령
- 미르모 퐁퐁퐁
- 보루토: 나루토 넥스트 제너레이션즈
- 꼬마기차 추추
- 헬로 카봇
- 말하는 강아지 마사
- 치즈 스위트홈
- 지켜줘! 롤리팝
- 아스타를 향해 차구차구
- ZINBA
- 라바
- 요괴워치
- 리틀펫샵
- 지파이터스
- 뛰뛰빵빵 구조대 2
- 소원의 섬 캐릭아일랜드
- 키오카
- 보이 란타로
- 마이 리틀 포니: 우정은 마법
- 심슨네 가족들(자막방영)
- GO! GO! 다섯쌍둥이
- 꼬마 히어로 슈퍼잭
- 벼리의 시간여행
- 머털도사
- 놀이터 구조대 뽀잉
- 시계마을 티키톡!
- 마법소녀 디디
- 마법변신! 아이돌 프린세스 리틀프릿
- 말하는 강아지 마사
- 풍선 코끼리 발루뽀
- 이얍! 스페이스정글
- 출동! 슈퍼윙스
- 최강전사 미니특공대
- 오란고교 사교클럽
- 내 이름은 이딘
- 드라큘라 이딘
- 닥터 이딘
- 하이! 이딘
- 이딘은 직장인이 되고 말았다
- 키마의 전설
- 싱싱초밥단 코부시
- 히어로스쿨Z
- 엽기발랄 오렌지
- 안경부
- 트랜스포머 어드벤처
- OH NO! 외계인이 나타났다!
- 해적왕 뉴트
- BONJOUR 사랑맛 파티스리
- 뱅글뱅글 타임루프
- 내 친구 호비
- 매직어드벤처
- 레인보우 루비
- 엘소드 엘의 여인
- 스낵월드
- 별별고양이 맥스와 가크
- 스피드광 나무늘보 안드레
- 뿌까
- 반짝반짝 달님이
- 주술회전
- 세븐 고스트
- 야마노스스메(시즌1)
  - 야마노스스메 세컨드 시즌
  - 야마노스스메 OVA: 추억의 선물
  - 야마노스스메 서드 시즌
  - 야마노스스메 Next Summit(4기부터 방영)
- 무지개빛 데이즈
- 전생했더니 슬라임이었던 건에 대하여
- 우리 스승님은 꼬리가 없다
- 기동전사 건담 수성의 마녀
- 나만이 없는 거리
- 소드 아트 온라인[11]
- 너무 귀여운 크라이시스[12]
- 한 판 더!
- 카모노하시 론의 금단추리
- 유즈키네 사 형제
- 아스트로 노트
- 드래곤볼 DAIMA (자막 / 한국어 더빙(예정))
- 푸른 미부로
- 원더풀 프리큐어!
- 파마기아

#### 방영 예정인 작품
- 츄젠지 선생님의 괴담 강의록 -세상에 기묘한 일 따윈 없다-
- 야이바

### KBS 외주제작
- 4차원 탐정 똘비
- 2020년 우주의 원더키디
- 고스트 바둑왕 KBS판
- 꼬비꼬비
- 뾰로롱 꼬마마녀
- 기상천외 오드패밀리
- 브리스톨 탐험대
- 개구쟁이 스머프
- 비밀일기 KBS 2TV
- 놓지마 정신줄!!
- 디지몬 어드벤처
- 파워 디지몬
- 디지몬 테이머즈
- 내 친구 우비소년
- 달려라 하니
- 데블 파이터
- 달의 요정 세일러문
- 롤링스타즈
- 리리카 SOS
- 라라의 스타일기
- 날아라 슈퍼보드
- 놓지마 정신줄!! 투니버스판 KBS판 공동
- 레스톨 특수 구조대
- 마일로의 대모험
- 마법천사 루비
- 마스크맨
- 말괄량이 삼총사
- 메타제트
- 외계소년 위제트
- 요랑아 요랑아
- 요리왕 비룡
- 요리킹 조리킹
- 별나라 요정 코미
- 꾸러기 수비대
- 별의 목소리
- 사자왕 가오가이거
- 꼬마 유령 캐스퍼
- 로봇 찌빠
- 아기공룡 둘리
- 우정의 그라운드
- 원피스
- 채채퐁 김치퐁
- 천방지축 하니
- 천사소녀 네티
- 딱따구리
- 뾰로롱 꼬마 마녀
- 수호 요정 미셸
- 옛날 옛적에
- 요술공주 샐리
- 재동아 학교가자
- 천하통일 파이어비드맨
- 지구는 초록별
- 제트레인저
- 초롱이의 옛날 여행
- 카드왕 믹스마스터
- 토리 고고
- 티티 체리
- 터닝메카드
- 터닝메카드 R
- 터닝메카드 W
- 뚝딱마을 통통 아저씨
- 반짝반짝 달님이 2
- 돌고래 요정 티코
- 생일왕국의 프린세스 프링
- 생일왕국의 프린세스 프링 2
- 헬로 카봇
- 브레드 이발소3
- 브레드와 윌크의 세계여행
- 브레드와 윌크의 세계여행 파트2
- 주디세이
- 주디세이 퀴즈쇼
- 마카앤로니
- 마카앤로니 2
- 마카앤로니 3
- 다이노 파워즈
- 다이노 파워즈 2
- 다이노 파워즈 3
- 마스크 마스터즈
- 시노스톤
- 시노스톤 프라임
- 보토스 패밀리
- 보토스 패밀리 2
- 좀비덤 3
- 꼬마공룡 크앙
- 내 친구 반인반어
- 크앙과 게임해요
- 캐치! 티니핑
- 알쏭달쏭 캐치! 티니핑
- 소스리아
- 도깨비 캡처 보물산의 전설
- 내 비밀친구 햄찌
- 시크릿 쥬쥬 베스트프렌즈 2
- 프라몬 원정대
- 상상꾸러기 꾸다
- 상상꾸러기 꾸다 2
- 매직펜던트 대모험
- 린다의 신기한 여행 2
- 린다의 신기한 여행 2 파트2
- 메탈카드봇
- 코드네임 X
- 스페이스 동의보감 2
- 슈퍼트론
- 내 친구 미소
- 씰룩
- 씰룩 파트2
- 캡슐세이버
- 매지컬 팡
- 거멍숲을 지켜라! 버디프렌즈
- 내 마음은 무지
- 니니 뭐하니? 2
- 엉뚱발랄 콩순이와 친구들 9
- 새콤달콤 캐치! 티니핑
- 브레드와 윌크의 세계여행 파트3
- 또봇: 대도시의 영웅들
- 카비온
- 캐리야! 학교가자
- 모양새 친구들
- 핑크퐁과 호기: 새 친구 니니모
- 히어로 인사이드
- 꼬마 어사 쿵 도령 4
- 바바프렌즈
- 하얀곰 하푸
- 쫑알쫑알 똘똘이 시즌 3
- 부탁해요! 포코타 이장님
- 지구의 주인은 고양이다
- 히어로 인사이드 파트2
- 슈팅스타 캐치! 티니핑
- KBS 1TV 방영중
- 버디랜드의 친구들 ▶ 주말 토 3시
- 또봇: 대도시의 영웅들 2 ▶ 주말 토 오후 2시 45분
- 멍, 풀구 ▶ 주말 토 오후 2시 30분
- NEW 엉뚱발랄 콩순이와 친구들 ▶ 주말 토 오후 2시 15일
- 댕댕 어드벤처 ▶ 주말 토 오후 2시
- 꼬미마녀 라라
- KBS 2TV 방영중
- Why? ▶ 평일 수 오후 5시
- 다이노 파워즈 4 ▶ 평일 수 오후 5시 15분
- 라이즈맨 2 ▶ 평일 화 오후 5시
- 그라운드 크루 토토 ▶ 평일 화 오후 5시 15분

### KBS어린이 외주제작
- 바니와 친구들

### Tooniverse방영중
- 다이노 파워즈 4 ▶
- 부탁해요! 포코타 이장님 ▶

## 투니버스 외주제작
- 캐릭캐릭 체인지
- 다!다!다!
- 풀 메탈 패닉 후못후
- 건방진 천사
- 3X3 EYES OVA
- ♪Bon jour 사랑맛 파스트리
- 고스트 바둑왕 투니버스판
- 7인의 나나
- Go! Go! 다섯 쌍둥이
- GTO
- X사건 미녀탐정
- 가정교사 히트맨 리본
- 갓차맨 크라우즈 한일동시방영
- 개구리 중사 케로로 TVA 극장판
- 그 남자 그 여자 투니버스판
- 놓지마 정신줄!! 투니버스판 KBS판 공동
- 꼬마마법사 레미 비밀편
- 꼬마마법사 레미 비바체
- 기동경찰 패트레이버
- 기동무투전 G 건담
- 괴담 레스토랑
- 괴짜가족
- 꿈빛 파티시엘
- 꿈의 크레용 왕국
- 떴다! 럭키맨
- 떴다! 방울이
- 기동아, 부탁해!
- 이상한 과자가게 전천당
- 내일의 나쟈
- 너에게 닿기를
- 따끈따끈 베이커리
- 달빛천사
- 갓슈벨
- 동쪽의 에덴
- 닌자보이 란타로
- 나나 6/17
- 더 파이팅
- 레터비
- 마루코는 아홉살
- 크르노 크루세이드
- 클램프 학원 탐정단
- 라라의 스타 일기 2 - 스타 레볼루션
- 나루토
- 미소의 세상
- 닥터 이딘
- 이딘은 직장인이 되고 말았다
- 란마 ½
- 로젠 메이든
- 로젠 메이든 트로이멘트
- 로켓보이
- 록맨 에그제 스트림
- 록맨 에그제 엑세스
- 록맨 에그제
- 루니 툰
- 루팡 3세
- 원피스 (워터세븐 편까지 방영)
- 무카무카 파라다이스
- 미도리의 나날
- 《신비아파트》 시리즈
  - 신비아파트 444호
  - 신비아파트: 고스트볼의 비밀
  - 신비아파트: 고스트볼X의 탄생
  - 신비아파트 고스트볼 더블X
  - 신비아파트 고스트볼Z
  - 신비아파트 고스트볼 ZERO
  - 신비아파트 고스트볼 ZERO 파트2
- 신비한 바다의 나디아
- 신비한 별의 쌍둥이 공주
- 신의 괴도 잔느
- 사랑은 콩다콩
- 무적 철가방
- 도쿄 매그니튜드 8.0
- 드래곤 파이터
- 선계전 봉신연의
- 사랑은 정말
- 배틀짱
- 보노보노
- 소년 탐정 김전일
- 마법변신! 아이돌 프린세스 리틀프릿
- 마법신화 라그나로크
- 마법의 스테이지 팬시 라라
- 마법전사 캐롯
- 마스터 키튼
- 스타오션 EX
- 쇼콜라의 마법
- 메이저
- 스켓 댄스
- 무인혹성 서바이브 1기까지 방영
- 왕도둑 징
- 아기공룡 둘리 KBS 리메이크
- 아따맘마
- 아따아따
- 아즈망가 대왕
- 심슨네 가족들 11기 더빙방영 12기부터 자막
- 신기동전기 건담W
- 소중한 날의 꿈
- 안녕 자두야
- 숲속의 전설 무시킹
- 슈퍼갤즈
- 아침 안개의 무녀
- 엔젤릭 레이어
- 우당탕탕 닥터지
- 우주에서 온 모자코
- 울트라 매니악
- 엘르멘탈 제라드
- 여신님! 작다는건 편리해
- 오! 나의 여신님
- 오란고교 사교클럽
- 블리치
- 애천사전설 웨딩피치
- 웨딩피치 DX
- 체포하겠어
- 츠바사 크로니클 (자막)
- 출동! 12레인저
- 작은 눈의 요정 슈가
- 조이드
- 제트레인저
- 출동! 메가 트레인
- 침략! 오징어 소녀
- 침푸이
- 카드캡터 체리
- 카레이도 스타
- 카우보이 비밥
- 환상게임
- 탐정학원 Q
- 행복한 세상의 족제비
- 흑마녀 나가신다
- 황당 용사 욜라세다
- 꿈빛 파티시엘
- 학교괴담
- 학원 앨리스
- 포켓몬스터 XY
- 포켓몬스터 베스트위시 1기 ~ 2기, N, Da!
- 포켓몬스터 리코와 로드의 모험 파트1
- 피타텐
- 별의 커비
- 별의 목소리
- 아이 엠 스타!
- 터닝메카드 메카니멀 go
- 터닝메카드 W: 반다인의 비밀
- 투하트

- 동창회 - 비디오 더빙판으로 방영
- 카우보이 비밥
- 아야카시 트라이앵글
- 헬싱
- 사우스 파크
- 은혼
- 데드맨 원더랜드
- 동쪽의 에덴
- 몬스터
- 세토의 신부
- 펫숍 오브 호러즈
- 아미테이지 더 서드
- 헌티드 정션
- 유포리아 (드라마)
- 성인 프로그램 해피 트리 프렌즈[13]

### 투니버스 드라마 외주제작
- 일본
- 가면라이더 파이즈
- 가면라이더 드래건
- 파워레인저 S.P.D
- 파워레인저 다이노썬더
- 파워레인저 레스큐
- 한국
- 벼락맞은 문방구
- 내일은 실험왕

### 타사 외주제작
- 골판지 전사
- 골판지 전사 더블
- 갤럭시 레일웨이
- 갤럭시볼
- 겨울요정 라라
- 건 스미스 캣츠
- 건퍼레이드 마치
- 결계사
- 그린 닌자고
- 골드 닌자고
- 고스트 닌자고
- 고스트 헌트
- 고인돌 가족 플린스톤
- 고쿠센
- 공주와 도깨비
- 광속 사이버
- 그레이트 선가드
- 기갑경찰 메탈잭
- 기갑전사 걸키버
- 기동전사 건담 SEED
- 기신병단
- 꾀돌이 삼총사
- 꾸러기 화가
- 나루토 SD 록리의 청춘 닌자전
- 나의 지구를 지켜줘
- 나의 파트라슈
- 내친구 까꿍이
- 노디야 놀자
- 녹색의 전설
- 뉴 핑크팬더
- 닌자 펭귄 땡글이
- 닌자고 vs 스카이해적
- 닌자고 리부티드
- 닌자고 마스터즈
- 닌자고 타임블레이드
- 닐러스와 샌드맨
- 다리아
- 다이노 브레이커
- 달려라 이다텐
- 대니 팬텀
- 더그의 일기
- 더티페어 FLASH
- 덱스터의 실험실
- 도담이와 토리토리
- 도라도라 영어나라
- 도레미 음악 여행
- 도모군
- 도전자 허리케인
- 바빌론 수호자
- 동물 올림픽
- 동물 월드컵
- 드래곤볼 GT
- 드래곤볼 Z
- 드래곤볼
- 디보
- 랩퍼 차량
- 레이니 코코아
- 레이브 RAVE
- 레카
- 레카 삼국지
- 렛츠고 MBA
- 로도스도 전기 OVA
- 로도스도 전기 영웅기사전
- 로봇 수사대 K-캅스
- 로봇 전사 감사
- 마리아님이 보고 계셔 자막
- 마인탐정 네우로
- 말짱 꽝돌이
- 말하는 강아지 마사
- 맥스 스틸
- 밀크와 스웽크의 뮤직쇼
- 모두 착한 아이예요
- 모헝왕 비트
- 몬스터
- 몬스터트럭 메테오
- 몬타나 존스
- 못 말리는 타잔
- 묘&가
- 무무와 꼬꼬
- 무적 용사 사자왕
- 무적 캡틴 사우르스
- 무적 코털 보보보
- 무책임함장 테일러
- 뮤즈 클럽
- 미래영웅 아이언리거
- 미션 오딧세이
- 미이라왕 투탕
- 미호 이야기
- 바다에서 온 쿠
- 바람처럼 구름처럼
- 바비와 마법의 페가수스
- 바비의 공주와 거지
- 바비의 라푼젤
- 바비의 백조의 호수
- 바스토프 레온
- 바이스 크로이츠
- 바쿠간 BG
- 배트맨
- 버블검 크라이시스 도쿄 2040
- 버터컵 우드
- 변신자동차 또봇14:또봇의마음
- 보글보글 스폰지밥
- 봄이담이 부릉부릉
- 부기팝은 웃지 않는다
- 뷰티풀 조
- 블러드 더 라스트 뱀파이어
- 비키와 조니
- 빅토리 보이
- 빼꼼 빼꼼의 머그잔 여행
- 뽀빠이 애니
- 삐까뽀 친구들
- 사무라이 참프루
- 사상 최강의 제자 켄이치
- 사우스 파크
- 신세기 사이버 포물러
- 사이버시티 오에도 808
- 사쿠라대전
- 선물 공룡 디보
- 선생님의 시간
- 세이디
- 세토의 신부
- 소녀전사 익셀리온
- 소년기사 라무
- 소원의섬 캐릭아일랜드 1,2
- 슈퍼마리오
- 스몰빌
- 스쿠비와 스크래피두
- 스타쉽 트루퍼스
- 스폰
- 스피어즈
- 시네마 게임
- 레인
- 시티헌터
- 실베스터와 트위티
- 아가사 크리스티의 명탐정 포와로와 마플
- 아이들 40부터
- 아이언리거
- 야채극장 베지테일
- 엄마는 4학년
- 엑소 특공대
- 엑스 드라이버
- 엔진박사 엔지벤지
- 영혼기병 라젠카
- 오싹오싹마을의 유령들
- 요술공주 샐리
- 요술소녀
- 요절복통 수호천사
- 우당탕탕 두디두디
- 우주소년 아톰
- 우주탐사대
- 울프스 레인
- 워렌은 재채기 괴물
- 원탁의 삼총사
- 월리의 세계여행
- 유럽으로 가는 시간 여행
- 유환괴사 X사건 미녀 탐정
- 은혼 1기
- 음양대전기
- 이상한 나라의 앨리스
- 이온 플럭스
- 이트맨
- 쟈니 테스트
- 자니브라보
- 자이언트 로보
- 절대무적 라이징오
- 정글은 언제나 하레와 구우
- 짱구는 못말려
- 천공의 에스카플로네
- 전방지축 이나 탁구부
- 천재소년 지미뉴트론
- 초기동전설 다아나기가
- 총몽
- 치로와 친구들
- 캐딜락을 타고 온 천사
- 캣츠 아이
- 컸다, 러그래츠
- 쾌걸 조로리
- 쾌건근육맨 2세
- 쿵푸골
- 타이니 룬
- 타이의 천자문
- 트라이건
- 트랄라늬 마술 수첩
- 트랜스포머 비스트머신
- 트리니티 블러드
- 티타늄 닌자고
- 패밀리 가이
- 팬텀 2040
- 펫샵 오브 호러즈
- 포켓몬스터 AG 1기 ~ 4기
- 포켓몬스터 DP 1기 ~ 5기
- 포켓몬스터 1기 ~ 5기
- 퓨처라마
- 핑크 요정 페루샤(마법의 요정 페르샤/샛별공주)
- 핑키와 브레인
- 하톡 선장
- 학교유령
- 현란무답 제마즈 브레이크
- 미라큘러스: 레이디버그와 블랙캣 (3기)

## 투니버스 제작 드라마
종료
- 에일리언 샘 (2006년 1월 12일 ~ 2006년 4월 7일)
- 마보이 (2012년 8월 16일 ~ 2012년 8월 30일)
- 벼락맞은 문방구 (시즌 1 : 2013년 7월 25일 ~ 2013년 10월 17일, 시즌 2 : 2014년 7월 31일 ~ 10월 23일)
- 내일은 실험왕 (2015년 12월 22일 ~ 2016년 2월 16일)
- 내일은 실험왕 2 (2016년 8월 2일 ~ 2016년 10월 10일)
- 신비아파트 외전: 기억, 하리 (2018년 8월 2일 ~ 2018년 9월 7일)
- 신비아파트 외전: 기억, 하리 2 (2019년 2월 15일 ~ 2019년 4월 5일)
- 조아서 구독중 (2019년 8월 9일 ~ 2019년 11월 15일)
- 연애공식 구하리 (2020년 1월 17일 ~ 2020년 4월 3일)
- 조아서 먹방중 (2020년 8월 7일 ~ 2020년 9월 25일)
- 조아서 구독중 2 (2020년 10월 23일 ~ 2020년 12월 11일)
- 다시 만난 쩌미문 (2022년 7월 29일 ~ 2022년 11월 4일)

## 투니버스 제작 예능
- 종료
- 막이래쇼 (무작정탐험대 : 2011년 5월 20일 ~ 2013년 10월 18일, 무작정여행단 : 2015년 2월 27일 ~ 2015년 11월 27일/2016년 6월 9일 ~ 2016년 12월 29일, 무작정 크리에이터 : 2017년 7월 26일 ~ 2017년 11월 15일)
- 고민타파 해결왕 (2012년 11월 29일 ~ 2012년 12월 6일)
- 레인보우로즈 (2012년)
- 슈퍼히어로 (2012년)
- 보이스 키즈 (2013년 1월 4일 ~ 2013년 2월 1일)
- 난감스쿨 (2013년 4월 26일 ~ 2013년 7월 12일, 2014년 1월 10일 ~ 2014년 5월 9일)
- 김구라 김동현의 김부자쇼(2014년 5월 16일 ~ 2014년 8월 8일)
- 소원의 섬 캐릭아일랜드 (2014년 7월 6일 ~ 2014년 9월 3일, 2014년 12월 10일 ~ 2015년 1월 28일, 2015년 7월 29일 ~ 2015년 9월 23일)
- 보이즈 & 걸즈 (파일럿 : 2016년 2월 23일 ~ 2016년 3월 16일, 정규 편성 : 2016년 4월 19일 ~ 2016년 6월 21일)
- 스트레스 제로구역 날려버려 (2017년 1월 5일 ~ 2017년 5월 30일)
- 투니튜브 (2017년 6월 27일)
- 보고놀자 (2017년 8월 17일 ~ 2017년 11월 11일)
- 쌍쌍초월 (2022년 9월 27일 ~ 12월 27일)
- 흔한남매의 안흔한일기 4
- 흔한 남매와 안 흔한 친구들 1 ~ 2
- 방울이의 하루
- 방뎅이탐정
- 방울이:살레고
- 현재
- 원픽은, 흔한남매 (2023.04.17 ~)

### 게임 행사
- 종료
- 99 프로게이머 코리아 오픈
- 2000 하나로통신배 투니버스 스타리그

## 같이 보기
- 대한민국의 애니메이션